# Verkiezingen voor het Europees Parlement 2004 in Luxemburg
De Europese Parlementsverkiezingen van 2004 vonden in Luxemburg plaats op 13 juni van dat jaar. De Luxemburgse stemgerechtigden stemden voor zes zetels in het Europees Parlement.
Grote winst was er, zoals reeds in de peilingen was aangegeven, voor de Chrëschtlech Sozial Vollekspartei (CSV) van premier Jean-Claude Juncker. Deze partij staat bekend zeer pro-Europees en ging 1 zetel vooruit. De Lëtzebuerger Sozialistesch Aarbechterpartei (LSAP) verloor 1 zetel. De liberale Demokratesch Partei (DP) en de ecologische Déi Gréng ("De Groenen") verloren noch wonnen en bleven gelijk.
Deze verkiezingen werden, waar mogelijk, tegelijk gehouden met de landelijke verkiezingen in Luxemburg.

## Uitslag
| Partij | Partij                                                                                   | %     | Zetels | Verandering |
|        | Christelijk-Sociale Volkspartij (Chrëschtlech Soziale Vollekspartei)                     | 37,1% | 3      | +1          |
|        | Luxemburgse Socialistische Arbeiderspartij (Lëtzebuerger Sozialistesch Aarbechterpartei) | 22,0% | 1      | -1          |
|        | De Groenen (Déi Gréng)                                                                   | 15,0% | 1      | -           |
|        | Democratische Partij (Demokratesch Partei)                                               | 14,9% | 1      | -           |
|        | Overigen                                                                                 | 10,9% | -      | -           |
| Totaal | Totaal                                                                                   | 100%  | 6      |             |